# 馬克·麥克吉文
馬克·麥克吉文（英語：Mark McGivern；1983年2月24日—）是一位英國排球運動員，出生在貝爾斯希爾。他代表英國國家男子排球隊參加了2012年倫敦奧運會的排球比賽。